# مورلاتیناماخی
مورلاتیناماخی (به لاتین: Murlatinamakhi) یک منطقهٔ مسکونی در روسیه است که در شهرستان آگولسکی واقع شده‌است.